# 四條畷学園小学校・中学校・高等学校
四條畷学園小学校・中学校・高等学校（しじょうなわてがくえんしょうがっこう・ちゅうがっこう・こうとうがっこう）は、大阪府大東市学園町にある私立小学校・中学校・高等学校。

## 概要
1926年（大正15年）に開校した四條畷高等女学校が前身。旧制大阪府立四條畷中学校（現・大阪府立四條畷高等学校）の校長を務めていた牧田宗太郎と、工学博士の学位を持つ鉱山技術者で三井財閥の重役であった牧田環の兄弟によって設立された。第二次世界大戦後の学制改革により新制中学校・高等学校になり、また新たに小学校も設立された。若干の曲折がありつつ、男女共学となっている。
学校法人四條畷学園が運営する学校のうち、幼稚園・小学校・中学校・高等学校・短期大学は同じ敷地に併設されている。
小学校では1年生から一部教科で教科担任制を導入している。また小学校独自の教科として、英語・美術・科学・水泳・活動科を設置している。小学校の給食は希望者に対して実施している。
中学校では2コースに分かれて学ぶ。また高等学校では普通科を設置し、希望進路に応じたコースに分かれて学習する。

## 沿革
- 1926年 - 四條畷高等女学校創立。北河内郡門真村古川橋に仮校舎[注釈 1]を設けて開校した[2][3]
- 1927年 - 現在地（当時は北河内郡四條村[注釈 2]）に移転[2][3]。学園歌を制定[3]
- 1929年 - 本館竣工[2][3]
- 1941年3月27日 - 設置者を財団法人四條畷学園に変更[5]。
- 1947年 - 学制改革（新制中学校制度）により、四條畷学園中学校を設置[2]。
  - 「学園」を付して旧制大阪府立四條畷中学校との校名重複を回避している。
- 1948年 - 学制改革（新制高等学校制度）により、四條畷高等女学校を四條畷学園高等学校に改称[2][3]。四條畷学園小学校を設置[2]。
- 1950年 - 占領軍の命令により、高等学校に男子生徒を受け入れ（共学化）。
- 1952年 - 高等学校で再び女子生徒のみ募集。湯川秀樹博士来校。
- 1960年 - 高松宮妃喜久子来校。
- 1980年 - 室内温水プール竣工[2]。
- 2004年 - 中学校新校舎竣工（若草校舎）。
- 2005年 - 制服がベネトンに変更。

## コース
- 高等学校 (普通科)
  - 総合キャリアコース [共学]
  - 発展キャリアコース [共学]
  - 特別シンガクコース [共学]
  - (総合コース)
    - (総合クラス) [女子]
    - (吹奏楽クラス) [共学]
    - (情報クラス) [共学]

  - (保育コース) [女子]
  - (特進文系・理系コース) [共学]
  - (6年一貫コース) [共学]
- 中学校
  - 発展探究クラス
  - 発展文理クラス
- 小学校

()がされているコース、クラスは募集停止。

## 部活動
- ソフトボール部 - 高校総体18回出場、全国高等学校ソフトボール選抜大会13回出場
- バレーボール部 - 旧春の高校バレー2回出場、高校総体出場

- バドミントン
- 卓球
- バスケットボール
- 陸上競技
- ソフトテニス
- 水泳
- 剣道
- 放送部
- 文芸部
- 演劇部
- 吹奏楽部
- バトン部
- 調理部
- ダンス部
- パソコン部
- 音楽部
- 美術部
- 歌声部
- ギター部
- 英語部
- 新聞部
- 被服部
- アニメ・マンガ部
- 書道部
- フットサルサークル
- 短歌サークル
- 図書同好会
- 人権研究同好会
- 手話同好会
- 園芸同好会 [中学]

## 著名な出身者
- 彩吹真央（元宝塚歌劇団)
- 真愛涼歌（元宝塚歌劇団）
- 多岐川装子（女優・歌手）
- YOPPY（THE★SCANTY）
- 金原早苗（芸人）
- 植田将太（野球・中学校のみ）
- 酒井美佳（ボーリング）
- 谷川亜華葉（水泳）
- 梶本一花（水泳・2025年世界水泳選手権オープンウォータースイミング5km銅メダリスト）
- 日高萌（バレーボール）
- 田中咲希（バレーボール）
- 仲尾修一（バドミントン・中学校のみ）
- 水井泰子（バドミントン）
- 鴻原春美（バドミントン）
- 水井妃佐子（バドミントン）
- 川口馨士（バドミントン・中学校のみ）
- 徳田敦子（バドミントン）
- 銭谷翔（バドミントン・小学校、中学校のみ）

## 交通
- 四条畷駅すぐ